# 八木芳信
八木 芳信（やぎ よしのぶ、1903年（明治36年）11月14日- 1993年（平成5年）6月5日）は、日本の内務・警察官僚、実業家。最後の官選三重県知事。

## 経歴
京都府出身。京都府立京都第一中学校、第三高等学校を卒業。1926年12月、高等試験行政科試験に合格。1927年、東京帝国大学法学部政治学科を卒業。内務省に入省し、千葉県属となる。
以後、長野県経済部長、神奈川県警察部長、神奈川県内務部長などを歴任。戦時中は海軍司政官に転出した。
1947年3月、前任の佐伯敏男が知事選に出馬のため辞任したことに伴い三重県知事に発令された。知事選挙などを執行して同年4月に退任。
その後、経済安定本部高松地方安定局長、帝国産業株式会社（現テザック）社長、同会長を歴任。

## 著作
- 『思ひつくま丶』八木芳信、1979年。